# 午後のこ〜だ
午後のこ〜だ（ごごのこーだ）は日本で開発されたWintelアーキテクチャ向けのMP3エンコーダである。特に速度に重点を置いた最適化が施されている。2000年のオンラインソフトウェア大賞受賞作。

## 概要
午後のこ〜だはフリーのMP3エンコーダ「LAME」のソースコードをMMX、3DNow!、SSEなどのSIMD命令に最適化することによって高速化を実現している。エンコードエンジンはダイナミックリンクライブラリ (gogo.dll) として提供されており、CD2WAV32、CDexなどの外部ソフトウェアと連携することが可能である。BHA社のライティングソフトウェア「B's Recorder GOLD」など、商用ソフトのMP3エンコードエンジンとして採用されたこともある。公開当時はまだ一般的ではなかったマルチプロセッサにも対応し、ベンチマーク用ソフトとしても多用された。
現在では、公開当時に比べてCPUの処理性能が格段に向上したこともあり、速度面での優位性は特記するほど実感できなくなっている。また、午後のこ〜だはLAMEバージョン3.88から派生したエンコーダであるため、音質改善が進んだ最新版のLAMEと比較すると音質面で劣る。ユーザーの嗜好も音質を重視する傾向が強まってきたこともあり、更新の停止した現在においては利用者は減少している。
ベンチマークソフトとしても、他のPCMarkなどの総合ベンチマークソフトが台頭したこともあり、利用が減少している。
起動時に、いわゆる萌えキャラのスプラッシュスクリーンが表示される。この表示はオプションでインストールの時点からOFFにすることができる。また、伺かとの通信機能も備えている。
なお、AV Watchの検証によると192kbpsでのエンコードには「22kHzの音は21kHzに、22.05kHzの音は20.05kHzへと化ける」バグがあるとしている。

## 名称
午後のこ〜だの名称は、かつてアングラサイト上で「MP3」を逆綴りで「3PM」とし、そこから「午後3時」「午後」と呼んでいた隠語に由来する。MP3のエンコーダ、すなわち午後のこ〜だとなる。また、キリンビバレッジの「午後の紅茶」にかけた駄洒落でもある。
波ダッシュ（〜）が正式な表記であり「午後のこーだ」は誤記である。

## バイナリ配布問題
2000年11月から、MP3の特許ライセンス問題のために実行可能形式およびライブラリ形式での配布が中止された。
そのため、利用希望者はソースコードをダウンロードした上で、自力でコンパイル作業を行う必要があった。プログラミングの知識が無い一般利用者にとって、これは実質的な「配布停止」であった。
結局、2002年3月にMinGWを元にしたコンパイル環境を同梱し、インストール時に半自動的に実行バイナリを生成する方法に変更され、一般にはこれをもって「配布再開」と認識されている。しかし現在でもバイナリ形式での配布は行われていない。
個々の利用者が動作環境で実行ファイルを作成するのだから、それらは私的な生産物であり特許侵害とはならない、という考え方であるが、ダウンロードしたファイルを実行すればほぼ自動的にバイナリが得られる点で、バイナリを配布しているのとほとんど手間が変わらず、この手法をグレーゾーンであるとする意見もある。もっともこの意見では、再配布可能で自動実行できるコンパイラが存在しなければ、ソースコードを配布する事は「グレー」ではなかったのか、といった点で論拠が不明瞭である。
また、名目としても、実問題の処理最適化の研究としてのエンコーダ配布と位置づけられ、利用者がベンチマーク結果を製作者側に送付する（機能として備わっている）ことで研究に協力している、という体裁を取っていた。これにより、午後のこ〜だはmp3のアルゴリズムを業として実施するものではないという建前になっていたが、実際に情報処理学会で午後のこ〜だの開発成果報告が行われている。

## フロントエンド
ライブラリ（gogo.dll）とフロントエンド（wingogo.exeなど）は別個のソフトウェアとして扱われている。これはgogo.dllを単独で再配布可能とすることで、外部ソフトウェアからの利用を促進するためであったが、上記のバイナリ配布問題が浮上してからは、MP3のライセンス問題をフロントエンドのプログラムに波及させないための一種の防衛手段となった。
2000年に開催されたコミックマーケット58、59で、gogo.dllをACMコーデックとして利用するための「午後のこ〜でっく」と、フロントエンド「午後のこ〜だ with さくらとも呼ばれるひと」が収録されたフロッピーディスクが販売された。このディスクにはgogo.dllは収録されていなかったので、エンコード機能を利用するには別途gogo.dllを入手する必要があった。